# ۱۸ مه
۱۸ مه در تقویم گرگوری، صد و سی و هشتمین (در سال‌های کبیسه صد و سی و نهمین) روز سال است. ۲۲۷ روز تا پایان سال باقی است.

## رویدادها
- ۱۸۰۳ - با اعلان جنگ بریتانیا به فرانسه، جنگ‌های ناپلئونی آغاز شد.
- ۱۸۰۴ - ناپلئون بناپارت با تصویب سنای فرانسه به امپراتوری این کشور منصوب شد.
- ۱۸۹۷ - دراکولا، اثر برام استوکر، منتشر شد.
- ۱۹۰۰ - تونگا تحت الحمایه بریتانیا شد.
- ۱۹۷۴ - هند با اجرای آزمایش اتمی «لبخند بودا»، به جمع کشورهای دارای جنگ‌افزار هسته‌ای افزوده شد.
- ۱۹۹۱ - سومالی‌لند اعلام استقلال کرد.
- ۲۰۰۹ - با شکست ببرهای تامیل، جنگ داخلی سری‌لانکا پس از ۲۶ سال به پایان رسید.
- ۲۰۲۳ - در جریان هفته سی ام لیگ برتر فوتبال ایران ، باشگاه فوتبال استقلال ایران با هفت گل باشگاه فوتبال تراکتور تبریز را شکست داد.این مسابقه بدترین شکست تاریخ باشگاه فوتبال تراکتور از زمان تاسیس آن می باشد.

## زادروزها
- ۱۸۶۸ - نیکلای دوم، واپسین امپراتور روسیه
- ۱۸۷۲ - برتراند راسل، ریاضیدان و فیلسوف بریتانیایی
- ۱۸۷۶ - هرمان مولر، صدراعظم آلمان
- ۱۸۹۷ - فرانک کاپرا، کارگردان، تهیه‌کننده و نویسنده آمریکایی
- ۱۹۱۲ - ریچارد بروکس، کارگردان، تهیه‌کننده و نویسنده آمریکایی
- ۱۹۲۰ - پاپ ژان پل دوم
- ۱۹۵۷ - مایکل کرتو، موسیقیدان رومانیایی و ایجادکننده پروژهٔ موسیقی انیگما
- ۱۹۷۸ - ریکاردو کاروالیو، بازیکن فوتبال پرتغالی

## درگذشت‌ها
- ۱۷۳۳ - گئورگ بوم، نوازنده ارگ و آهنگساز آلمانی.
- ۱۹۳۸ - محمد صالح الحمد، انقلابی فلسطینی. [۱]
- ۱۹۴۱ - ورنر زمبارت، فیلسوف و اقتصاددان آلمانی

## مناسبت‌ها
- روز جهانی موزه و میراث فرهنگی